# Mākoņkalns

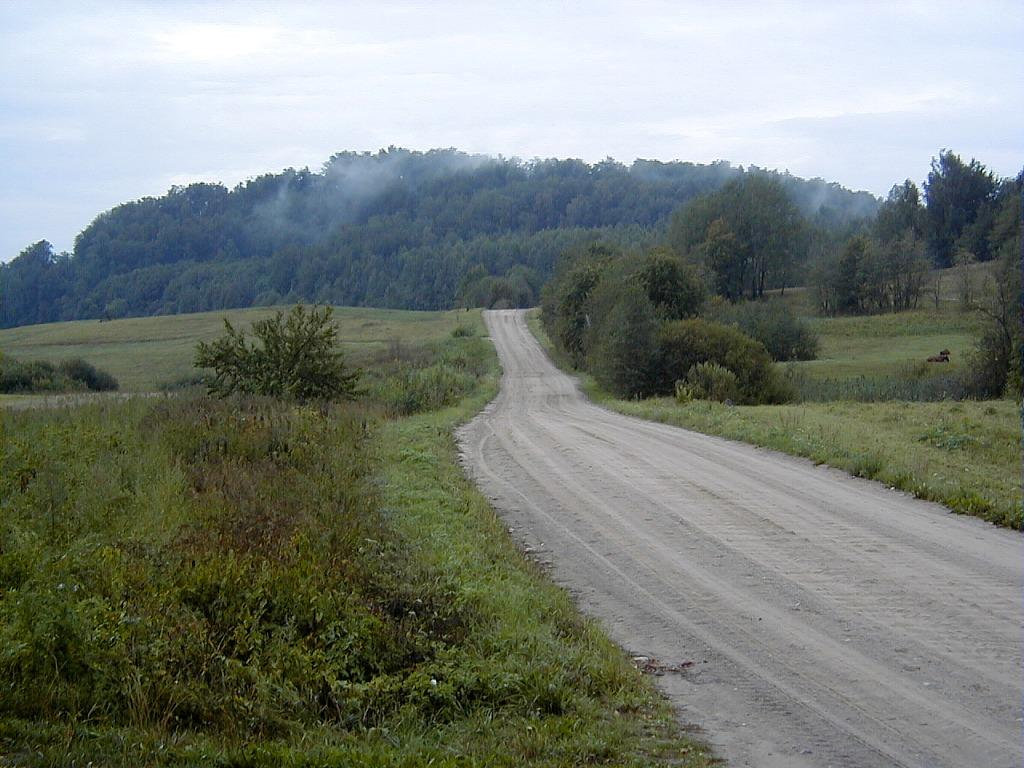
Widok na Mākoņkalns

Mākoņkalns, także Padebešu kalns (łatg. Muokuļkolns; hist. niem. Wolkenberg) – wzgórze we wschodniej części Łotwy, w środkowej Łatgalii, w novadzie Rzeżyca, w odległości 2,1 km na południowy wschód od jeziora Raźno. Wznosi się na wysokość 247,9 m n.p.m. 

## Zamek Wolkenberg

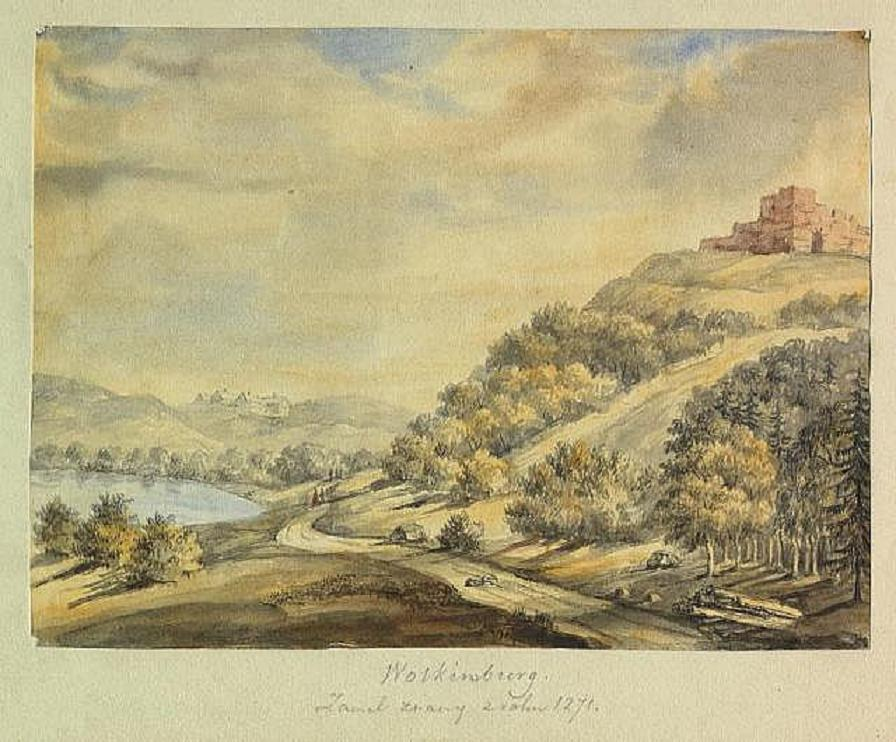
Ruiny zamku w końcu XVIII wieku według rysunku J.K.Brotce

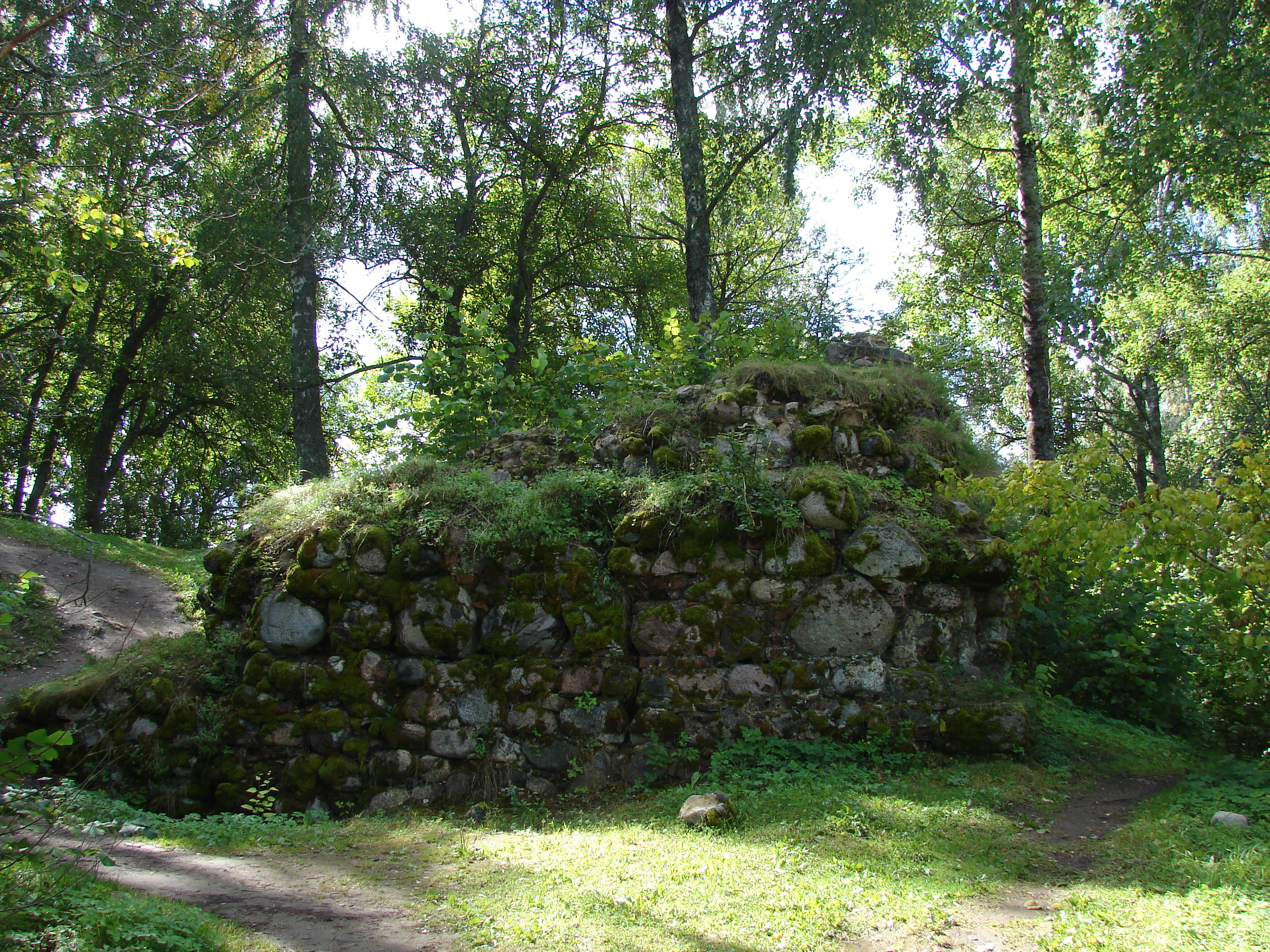
Ruiny zamku

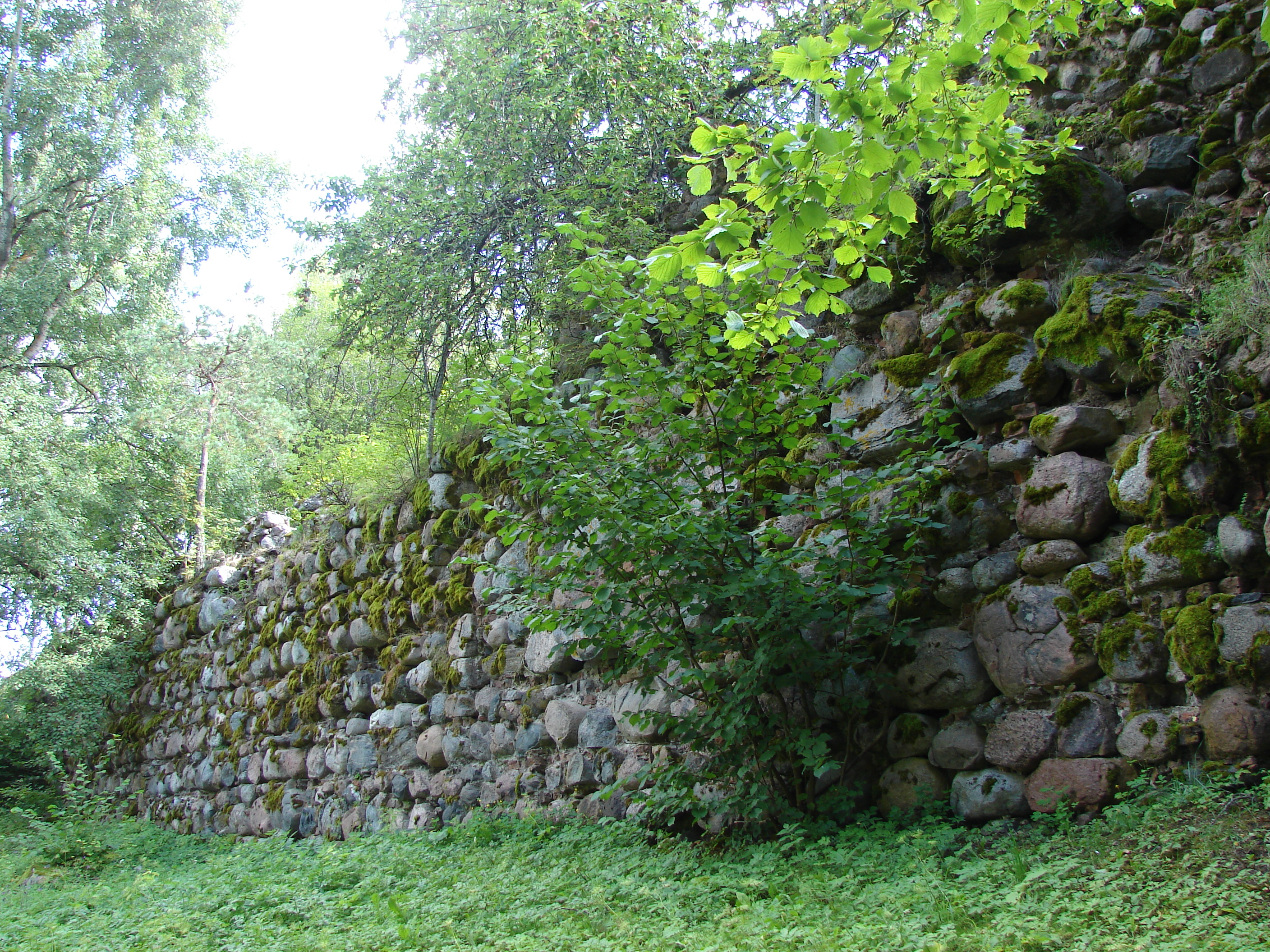
Ruiny zamku

Na szczycie wzgórza Mākoņkalns znajdują się zwaliska zamku inflanckiej gałęzi zakonu krzyżackiego, pierwszego zbudowanego na terenie dzisiejszej Łatgalii. Dokładna data powstania zamku nie jest znana. Opierając się na wzmiankach XIX-wiecznego rosyjskiego historyka L. Arbuzowa, większość badaczy uważa, że nie mógł być on założony wcześniej niż w 1263 roku. Z dokumentu datowanego na 27 sierpnia 1271 roku wiadomo o istnieniu komturii wolkenberskiej.
W 1277 roku komturia została przeniesiona do Dyneburga. Nie wiadomo, kiedy zamek przeszedł w ręce prywatne. Według rewizji inflanckich z końca XVI wieku wiadomo, że Wolkenberg w 1583 roku należał do Magdaleny de Valckersham, która była w związku małżeńskim z rycerzem Bernardem de Tursem i miała syna Jana, który w roku 1598 odziedziczył zamek z należącymi do niego posiadłościami.